# والتر فيشر (عالم نفس)
والتر فيشر (بالإنجليزية: Walter Fisher)‏ هو عالم نفس أمريكي، ولد في 1931 في هونولولو في الولايات المتحدة، وتوفي في 26 يوليو 2018 في كارلسباد في الولايات المتحدة.